# Pittosporum merrillianum
Pittosporum merrillianum är en tvåhjärtbladig växtart som beskrevs av Gowda. Pittosporum merrillianum ingår i släktet Pittosporum och familjen Pittosporaceae. Utöver nominatformen finns också underarten P. m. poilanei.